# Hieracium kennethii
Hieracium kennethii es una especie de planta con flor del género Hieracium, de la familia Asteraceae, orden Asterales.

## Distribución
Hieracium kennethii se distribuye por Escocia.

## Taxonomía
Fue descrita científicamente por P. D. Sell & D. J. Tennant.
Tratamiento taxonómico
La especie aparece registrada en una sección de la publicación Watsonia.